# Сор, Жак де
Жак де Сор (фр. Jacques de Sores) — французский пират, который захватил и сжёг Гавану в 1555 году.

## Биография
Кроме его нападения на Гавану, о нём очень мало известно. Его называли «Ангел-Разрушитель» (фр. "L'Ange Exterminateur").. Он был предводителем группы пиратов-гугенотов и помощником (или бывшим помощником) другого французского пирата, Франсуа ле Клерка, которого называли Деревянная нога из-за его деревянного протеза. Ле Клерк и Сор отправились из Франции в 1553 году на трёх королевских судах и многими каперами под покровительством Франциска I, короля Франции, который завидовал богатству, которое приходило в Испанию из Нового Света. В 1554 году Ле Клерк совершил набег на Сантьяго-де-Кубу, хотя некоторые источники приписывают это нападение на Сантьяго-де-Кубу де Сору; другие же полагают, что атака де Сора была лишь частью нападения ле Клерка. До сих пор это неясно. Возможно, они использовали острова Кайо Романо и Кайо Коко в архипелаге Хардинес-дель-Рей, соседним с северным кубинским побережьем, как базу для пиратских операций.

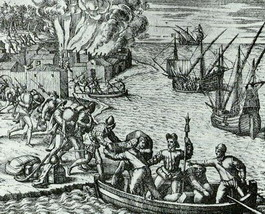
Жак де Сор грабит и сжигает Гавану

Детали нападения на Гавану также отрывочны: число судов, которые де Сор использовал в нападении, варьируется в различных источниках от 2 до 20. Независимо от числа вовлеченных кораблей де Сор испытал небольшие затруднения в завоевании плохо защищенного города. Большинство историков сходится в том, что он ожидал найти много золота в городе, и в то же время потребовать у горожан выкупа захваченных им пленников. Все согласны в том, что безотносительно его намерения он был расстроен: он не нашёл обширных запасов золота в городе, и если он требовал выкупа у населения, деньги не были заплачены. Де Сор разрушил крепость La Fuerza Vieja в сегодняшнем Calle Tacón и сжег большую часть города. Он также сжег все суда в гавани и опустошил большую часть окружающей местности. Непринужденность, с которой де Сор захватил город, побудила испанскую корону начать планомерную программу укрепления испанских владений.
В 1570 году он убил 40 миссионеров — иезуитов и бросил их тела в море недалеко от Тасакорте на Канарских островах. Дальнейшая его судьба неизвестна.